# 梁以辰
梁以辰（1990年10月24日—），是一位廣告演員出身的台灣女演員。在《娛樂百分百》的「凹嗚狼人殺」單元中表現出色，並在「廢財闖天關」中飾演三個角色，因而累積大量人氣。

## 生平概略

### 早年生活
梁以辰在1990年10月24日出生於台灣桃園市的一個家庭中，其家教甚嚴，小時候試過被父親用皮帶打。後來高中考大學，因住家裏就近管教的原因被家人要求留在桃園念書，她卻自己填了台中的大學。母親得知後大發雷霆，有幸得到阿姨當靠山，最終能離家求學。不過被逼簽下「十條鐵律」，包括大學期間不能交男朋友、晚上十點前一定要回到宿舍等等，她在上大學後便把「合約」撕掉。畢業後獨自一人在台北打工卻沒有跟父母拿錢，寧願真的很省錢也想要證明自己，既然選擇到外地闖蕩就要對自己負責。為了省錢就開始了至今她手寫記帳和租摩托車的習慣。2019年，她幫父母買了一輛車，也是對自己一次很大的勉勵，用自己的能力買東西給最愛的人，更加是一股很大的動力讓自己繼續在台北努力工作。出道前從事前演藝事業，曾客串電影「軍中樂園」、「痞子英雄」，拍攝多個廣告和模特兒平面。2011年以村村的藝名擔任國光幫幫忙的助理主持。2014年11月與艾熙、若穎、源元所共組微風女子團體Breeze，並在2014年11月5日發行首張EP《Pretty》。2016年起拍攝多部網路大電影「快閃獵人之暗黑正義」、「浪花嬌娃之怒海神拳」等，皆為劇中女主角。2017年成為知名品牌愛爾康雙年度代言人，同年演出電影「王牌教師麻辣出擊」。近期戲劇作品「男神時代」、「廢財闖天關」、公視新創短片「潘朵拉」更加入圍高雄電影節。

### 成名
2019年，在娛樂百分百的「凹嗚狼人殺」單元中態著超強邏輯和氣場，用一雙帶電不知道是善意還是殺氣的大眼睛看穿端倪 ，更被其他玩家稱她「像一個教授在教課」。在節目中備受關注亦迅速累積大量粉絲，率先取得九次MVP。同年在戲劇作品「男神時代」表現出色和自然，在影片中展現性感身材征服觀眾。2020年，於華劇「廢財闖天關」中領銜主演。全季共計90集，是三立電視台平日八點最多集數者。劇中李國毅、李亦捷、梁以辰有著前世今生化不開的情感糾葛。她更首次挑戰一人飾演三個角色且造型多變，角色分別為：蘇菲亞、女瘟神、方瓊。在鏡週刊的訪問中提及在創造角色性格時把自己的個性丟進去，盡情釋放黑暗面。

## 影視作品

### 電視劇/網路劇
| 播出年份 | 製作              | 劇名                 | 飾演             |
| -------- | ----------------- | -------------------- | ---------------- |
| 2014年   | 八大電視          | 《終極X宿舍》        | 珍妮佛           |
| 2014年   | 中天電視          | 《PMAM之美好偵探社》 | Yvonne           |
| 2016年   | 三立電視          | 《我的極品男友》     | 丁雨薇           |
| 2018年   | 跨界智慧科技      | 《非私不可咖啡館》   | 艾莉             |
| 2019年   | 東森電視          | 《愛情白皮書》       | Rebecca          |
| 2019年   | 東森電視          | 《男神時代》         | 顏蘋             |
| 2019年   | 東森電視          | 《美味滿閣》         | 童語曦           |
| 2019年   | 公共電視          | 《潘朵拉》           | 小瑄             |
| 2020年   | Vidol YouTube     | 《限時同居侯八天》   | 孟波女           |
| 2020年   | 三立都會台        | 《廢財闖天關》       | 蘇菲亞/瘟神/方瓊 |
| 2021年   | 三立都會台        | 《廢財闖天關2》      | 蘇菲亞/方瓊      |
| 2021年   | 公共電視          | 《火神的眼淚》       | 新娘             |
| 2021年   | 東森              | 《競技青春》         | 小路             |
| 2022年   | Disney+、bilibili | 《正義的算法》       | 對造律師         |
| 2023年   | 東森戲劇台、公視+ | 《生命捕手》         | 王雅             |
| 2024年   | 東森戲劇台、公視+ | 《生命捕手2》        | 王雅             |
| 2024年   | Netflix           | 《塑膠花》           |                  |
| 2024年   | 映畫傳播          | 《百分之一相對論》   |                  |

### 大陸網路電影
| 劇名                   | 飾演     |
| ---------------------- | -------- |
| 《廢材英雄聯盟》       | 曼曼     |
| 《校園武林榜》         | 南宮薇薇 |
| 《快閃獵人之暗黑正義》 | 林嵐     |
| 《浪花嬌娃之怒海神拳》 | 林雨晴   |

### 網路微電影&短片
- i80網站 微電影[7]
- 12星座男喜歡一個人的表現[8]
- 愛呀 午休時刻-相遇[9]
- 一卡通 I Pass 走自己的路[10]
- 旅讀 微電影[11]

### 音樂作品
僅顯示個人音樂作品，團體作品請參考Breeze。

### MV
| 歌手           | MV名稱     | 專輯名称         | 日期          | 演出藝人                 |
| -------------- | ---------- | ---------------- | ------------- | ------------------------ |
| 畢書盡         | Feel good  | Come back to Bii | 2013年5月9日  |                          |
| 韋禮安         | Intro      | 硬戳             | 2016年7月15日 |                          |
| 伍佰           | 最美的時刻 | 讓水倒流         | 2019年6月21日 | 伍佰                     |
| 陳零九、邱鋒澤 | 天亮請睜眼 | 過               | 2019年8月23日 | 陳零九、邱鋒澤           |
| 瘦子E.SO       | 伯父       | OUTTA BODY       | 2020年8月6日  | 陳昱榕、孫子涵、美麗本人 |

## 書籍作品

### 雜誌
- Esquire君子雜誌 - 2015年7月號【A Woman We Love】梁以辰 一如初戀的誘惑
- FHM男人幫 (台灣版)- 2015年2月號【Access Girl】 特別企劃:男人幫福利卡 - 微女神breeze
- SG都會生活享樂誌 - 2015年8月號【封面人物】微風女孩 梁以辰:火辣焚風
- GQ國際中文版 2015年11月號 第230期 【HAVE YOU MET】 梁以辰-乖乖女的B面人生
- 2021梁以辰專屬掛曆【早辰以後】

## 平面作品

### 型錄
- 微風集團 微風松高館 2015年7/8月DM - 主題:盛夏光年
- Esquire君子雜誌 - 2015年7月號【A Woman We Love】梁以辰 一如初戀的誘惑
- FHM男人幫 (台灣版)- 2015年2月號【Access Girl】 特別企劃:男人幫福利卡 - 微女神breeze
- SG都會生活享樂誌 - 2015年8月號【封面人物】微風女孩 梁以辰:火辣焚風
- GQ國際中文版 2015年11月號 第230期 【HAVE YOU MET】 梁以辰-乖乖女的B面人生

## 節目出演
| 播出頻道   | 節目名            |
| TVBS歡樂台 | 上班這黨事        |
| TVBS歡樂台 | 女人我最大        |
| 八大電視台 | 娛樂百分百        |
| 中天       | 非常異視界        |
| 中天       | 麻辣天后傳        |
| 中天       | 康熙來了          |
| 優酷       | 美女與極品        |
| 中視       | 綜藝玩很大        |
| 中視       | 綜藝3國智         |
| 中天娛樂台 | 天天樂財神        |
| 中天娛樂台 | 碰碰發財星        |
| 台視       | 綜藝3國智         |
| 台視       | 愛玩咖            |
| 華視       | 天才衝衝衝        |
| 華視       | 極智對決 誰梭了算 |
| 東森綜合台 | 全民星攻略        |
| 中天綜合台 | 小明星大跟班      |
| 中天綜合台 | 驚奇4超人         |
| 三立       | 綜藝大熱門        |
| 三立       | 愛玩客            |
| 三立       | 國光幫幫忙        |
| 三立       | 型男大主廚        |
| 三立       | 超愛美新聞        |
| 衛視中文台 | 歡樂智多星        |
| 衛視中文台 | 瘋神無雙          |
| Yahoo TV   | 時尚女人窩        |

## 廣告代言

### 電視廣告&網路廣告
- 正官庄 紅蔘維他女生版 [13]
- OSIM 天王椅App 新年感恩篇 [14]
- 光泉《乳香世家》抗氧化篇 [15]
- 大陸舒肤佳25周年廣告 [16]
- 【活益比菲多】減糖蘋果長大真好篇 [17]
- J'code 真愛密碼 母親節系列(2010) [18]
- SYM JET POWER EVO 廣告搶先看(2012) [19]
- 莎薇魔力推推魔力扣 (2012) [20]
- 開啟美好時刻，真愛密碼(2013) [21]
- 莎薇好愛現撞色蕾絲 (2013) [22]
- 渣打信用卡迎新戶TVC (2013) [23]
- Sofina Jenne透美顏超革新篇 (2015)[24]
- 仙境傳說網頁版-守候篇(2016) [25]
- innisfree寒蘭複合滋養霜(2016) [26]
- DR.WU第一款精華氣墊粉餅(2017) [27]
- 心動一瞬 艾杜紗-最真實的你(2017) [28]
- 【封神問情手遊】這一世為愛而活(2018)[29]
- 微風南山的時尚購物經(2019)[30]

## 活動出席
| 年份 | 代言                                  | 活動出席                                                                 |
| ---- | ------------------------------------- | ------------------------------------------------------------------------ |
| 2011 | 阿舍食堂 - 阿舍乾麵地獄麻辣口味代言人 |                                                                          |
| 2015 | 微風集團長期形象代言人                | - TGS台北國際電玩展 - 神魔之塔站台活動 - SERENE HIUSE微風松高店 一日店長 |
| 2017 | 緣兒童慈善基金會 親善大使             | - 公益慈善活動                                                           |
| 2017 | 愛爾康 睛艷 Alcon 年度代言人          |                                                                          |
| 2019 | 思珂光感粉底液年度形象代言人          |                                                                          |
| 2020 | 愛爾康Freshlook CC 美瞳不凡眼技快閃店 |                                                                          |
| 2022 |                                       | TED《遊戲攻略》演講                                                      |

## 榮譽

### 獎項、票選
| 年份 | 獎項                                      |
| ---- | ----------------------------------------- |
| 2015 | FHM全球性感百大美女(台灣區)網路票選第91名 |
| 2016 | FHM全球性感百大美女(台灣區)網路票選第30名 |
| 2019 | 網路溫度計90後最紅女星網路聲量第2名       |

## 外部鏈結
- 梁以辰的Facebook專頁
- 梁以辰YiChan的新浪微博
- YICHAN LIANG 梁以辰的Instagram帳戶